# Henry Chadwick (baseball)
Pour les articles homonymes, voir Henry Chadwick et Chadwick.
Henry Chadwick (1824-20 avril 1908) est un journaliste sportif et historien du baseball anglo-américain, souvent appelé le « père du baseball » pour ses premiers reportages et ses contributions à l'élaboration du jeu. Il a édité le premier guide du baseball qui a été vendu au public. Il a été intronisé à titre posthume dans le Temple de la renommée du baseball.